# Hypotephrina
Hypotephrina là một chi bướm đêm thuộc họ Geometridae.